# Viện Hàn lâm Khoa học xã hội thuộc Ủy ban Trung ương Đảng Cộng sản Liên Xô
Viện Khoa học xã hội thuộc Ủy ban Trung ương Đảng Cộng sản Liên Xô (tiếng Nga: Акаде́мия обще́ственных нау́к при ЦК КПСС) là cơ sở giáo dục được thành lập ngày 2 tháng 8 năm 1946 ở Moskva thuộc Đảng Cộng sản Liên Xô với mục đích đào tạo lí thuyết cho các cán bộ của các tổ chức đảng trung ương, của ban chấp hành trung ương đảng cộng sản các nước cộng hòa xô viết, của ủy ban vùng, tỉnh, Đảng Cộng sản Liên Xô (Bolshevik), cũng như cho các giảng viên các trường đại học, các cán bộ khoa học của các cơ sở nghiên cứu khoa học và các tạp chí khoa học.
Các cán bộ chuyên gia được đào tạo về lịch sử Đảng Cộng sản Liên Xô, về các vấn đề chung của kinh tế chính trị, kinh tế công nghiệp, kinh tế nông nghiệp, kinh tế thế giới, biện chứng duy vật, và chủ nghĩa duy vật lịch sử, phê bình triết học và xã hội học tư sản hiện đại, chủ nghĩa cộng sản khoa học, lịch sử xã hội xô viết, lịch sử công nhân cộng sản quốc tế và phong trào giải phóng dân tộc, phê bình văn học, lịch sử nghệ thuật và báo chí. Năm 1964, Viện nghiên cứu chủ nghĩa vô thần (Институт научного атеизма) được thành lập trong Viện Khoa học xã hội thuộc Trung ương Đảng Cộng sản Liên Xô.
Viện Hàn lâm Khoa học xã hội thuộc Trung ương Đảng Cộng sản Liên Xô đào tạo phó tiến sĩ với thời hạn 3 năm. Cuối năm thứ ba của khóa học phó tiến sĩ, các nghiên cứu sinh phó tiến sĩ bảo vệ luận án để được cấp bằng phó tiến sĩ khoa học (kandidat nauk).
Theo quyết định № 72-рп của Tổng thống Liên bang Nga Boris Nikolayevich Yeltsin vào ngày 5 tháng 11 năm 1991, Viện Hàn lâm Khoa học xã hội thuộc Trung ương Đảng Cộng sản Liên Xô đã chuyển thành Học viện Quản lý liên bang Nga (Российская академия управления, hiện nay là Российская академия государственной службы).
Đến năm 2010 trường hợp nhất với Học viện Kinh tế Quốc dân trực thuộc Chính phủ Nga và 12 cơ sở giáo dục đại học liên bang khác để trở thành Học viện Hành chính công và Kinh tế quốc dân trực thuộc Tổng thống liên bang Nga, với chức năng, vị trí và vai trò như Trường Đảng cao cấp Trung ương trong thời kỳ Xô viết trong đào tạo, bồi dưỡng cán bộ, nhưng mở rộng thêm chức năng đào tạo đại học, là một Học viện hàng đầu trong khối ngành kinh tế-xã hội và nhân văn trong nền giáo dục quốc dân Nga hiện nay.

## Cựu học sinh nổi tiếng
- Tổng Bí thư Nguyễn Phú Trọng (Nghiên cứu sinh Tiến sĩ niên khóa 1981-1983, chuyên ngành Xây dựng Đảng),
- PGS. TS. Tô Huy Rứa - Nguyên UVBCT, Trưởng ban Tổ chức TƯ (Nghiên cứu sinh Tiến sĩ, chuyên ngành Triết học),
- Phạm Quang Nghị - Nguyên UVBCT, Bí thư Thành ủy Hà Nội, Bộ trưởng Bộ Văn hóa-Thông tin (Nghiên cứu sinh Tiến sĩ niên khóa 1981-1985, chuyên ngành Triết học)
- GS. TS. Tạ Ngọc Tấn - Nguyên Giám đốc Học viện Chính trị - Hành chính quốc gia Hồ Chí Minh, Tổng Biên tập Tạp chí Cộng sản (Nghiên cứu sinh Tiến sĩ niên khóa 1986-1990, chuyên ngành Truyền thông đại chúng)
- GS.TS. Đỗ Nguyễn Phương - Nguyên Bộ Trưởng Bộ Y tế, Trưởng ban Khoa giáo Trung ương (Nghiên cứu sinh Tiến sĩ niên khóa 1980-1984, chuyên ngành Triết học),
- TS. Hồng Vinh - Nguyên Tổng biên tập báo Nhân dân, Phó Trưởng ban Thường trực Ban Tuyên giáo Trung ương, Phó Chủ tịch Hội hữu nghị Việt Nga(Nghiên cứu sinh Tiến sĩ niên khóa 1982-1984, chuyên ngành Báo chí)...v.v.